# Fed Cup 2011 – blok B 2. skupiny Americké zóny
Blok B 2. skupiny Americké zóny Fed Cupu 2011 představoval jednu ze dvou podskupin 2. skupiny. Hrálo se mezi 16. až 20. květnem v areálu Centro Nacional de Tenis dominikánského hlavního města Santo Domingo venku na dvorcích s tvrdým povrchem. 
Pět týmů se utkalo ve vzájemných zápasech. Dvě nejvýše umístěná mužstva sehrála v následné baráži zápas s dvěma prvními týmy bloku A o účast v 1. skupině Americké zóny pro rok 2012. Družstva, která se umístila na třetím, čtvrtém a pátém místě nastoupila k utkáním proti stejně postaveným týmům v bloku A o konečné pořadí ve 2. skupině Americké zóny.

## Tabulka týmů bloku B
|     |           | BAH | ECU | CRC | VEN | PAN | Zápasy V/P | Sety V/P | Hry V/P | Pořadí |
| 55. | Bahamy    |     | 2–0 | 3–0 | 0–3 | 3–0 | 3–1        | 17–8     | 188–82  | 2.     |
| 57. | Ekvádor   | 0–2 |     | 3–0 | 0–3 | 3–0 | 2–2        | 17–10    | 129–86  | 3.     |
| 70. | Kostarika | 0–3 | 0–3 |     | 0–3 | 3–0 | 1–3        | 2–18     | 86–128  | 4.     |
| 75. | Venezuela | 3–0 | 3–0 | 3–0 |     | 3–0 | 4–0        | 24–2     | 149–50  | 1.     |
| 79. | Panama    | 0–3 | 0–3 | 0–3 | 0–3 |     | 0–4        | 0–18     | 22–144  | 5.     |

- V/P – výhry/prohry

## Vzájemné zápasy

### Bahamy vs. Venezuela
| | Bahamy | 0 :                                                                                        | 3   | Venezuela |     |  |
| --- | ------ | ------------------------------------------------------------------------------------------ | --- | --------- | --- |  |
| Centro Nacional de Tenis, Santo Domingo, Dominikánská republika 16. května 2011 tvrdý (venku) |        |                                                                                            |     |           |     |  |
| \| \| \| \| 1. \| 2. \| 3. \| \| \| -- \| \| ------------------------------------------------------------------------------------------ \| --- \| --- \| --- \| \| \| 1. \| \| Kerrie Cartwrightová Adriana Pérezová \| 1 6 \| 5 7 \| \| \| \| 2. \| \| Larikah Russellová Andrea Gámizová \| 2 6 \| 1 6 \| \| \| \| 3. \| \| Nikkita Fountainová / Larikah Russellová Marina Giral Loresová / Mariana Muciová-Torresová \| 3 6 \| 6 2 \| 4 6 \| \| \| \| \| \| \| \| \| \| \| \| \| \| \| \| \| \| \| \| \| \| \| \| \| \| \| \| \| \| \| \| \| \| \| \| \| \| \| \| \| \| |        |                                                                                            |     |           |     |  |
| |        |                                                                                            | 1.  | 2.        | 3.  |  |
| 1. |        | Kerrie Cartwrightová Adriana Pérezová                                                      | 1 6 | 5 7       |     |  |
| 2. |        | Larikah Russellová Andrea Gámizová                                                         | 2 6 | 1 6       |     |  |
| 3. |        | Nikkita Fountainová / Larikah Russellová Marina Giral Loresová / Mariana Muciová-Torresová | 3 6 | 6 2       | 4 6 |  |
| |        |                                                                                            |     |           |     |  |
| |        |                                                                                            |     |           |     |  |
| |        |                                                                                            |     |           |     |  |
| |        |                                                                                            |     |           |     |  |
| |        |                                                                                            |     |           |     |  |

### Ekvádor vs. Kostarika
| | Ekvádor | 3 :                                                                                 | 0   | Kostarika |     |  |
| --- | ------- | ----------------------------------------------------------------------------------- | --- | --------- | --- |  |
| Centro Nacional de Tenis, Santo Domingo, Dominikánská republika 16. května 2011 tvrdý (venku) |         |                                                                                     |     |           |     |  |
| \| \| \| \| 1. \| 2. \| 3. \| \| \| -- \| \| ----------------------------------------------------------------------------------- \| --- \| ------- \| --- \| \| \| 1. \| \| Alejandra Alvarezová Camila Quesadaová \| 6 1 \| 1 6 \| 7 5 \| \| \| 2. \| \| Hilda Zuletaová-Cabreraová Andrea Brenesová \| 6 4 \| 613 715 \| 6 1 \| \| \| 3. \| \| Alejandra Alvarezová / Hilda Zuleta-Cabreraová Mariella Calderonová / Ximena Minová \| 6 3 \| 7 5 \| \| \| \| \| \| \| \| \| \| \| \| \| \| \| \| \| \| \| \| \| \| \| \| \| \| \| \| \| \| \| \| \| \| \| \| \| \| \| \| \| \| \| |         |                                                                                     |     |           |     |  |
| |         |                                                                                     | 1.  | 2.        | 3.  |  |
| 1. |         | Alejandra Alvarezová Camila Quesadaová                                              | 6 1 | 1 6       | 7 5 |  |
| 2. |         | Hilda Zuletaová-Cabreraová Andrea Brenesová                                         | 6 4 | 613 715   | 6 1 |  |
| 3. |         | Alejandra Alvarezová / Hilda Zuleta-Cabreraová Mariella Calderonová / Ximena Minová | 6 3 | 7 5       |     |  |
| |         |                                                                                     |     |           |     |  |
| |         |                                                                                     |     |           |     |  |
| |         |                                                                                     |     |           |     |  |
| |         |                                                                                     |     |           |     |  |
| |         |                                                                                     |     |           |     |  |

### Bahamy vs. Panama
| | Bahamy | 3 :                                                                                      | 0   | Panama |    |  |
| --- | ------ | ---------------------------------------------------------------------------------------- | --- | ------ | -- |  |
| Centro Nacional de Tenis, Santo Domingo, Dominikánská republika 17. května 2011 tvrdý (venku) |        |                                                                                          |     |        |    |  |
| \| \| \| \| 1. \| 2. \| 3. \| \| \| -- \| \| ---------------------------------------------------------------------------------------- \| --- \| --- \| -- \| \| \| 1. \| \| Kerrie Cartwrightová Dania Navarrová \| 6 1 \| 6 1 \| \| \| \| 2. \| \| Larikah Russellová Rosaline Zafir Chavezová Tellová \| 6 0 \| 6 1 \| \| \| \| 3. \| \| Nikkita Fountainová / Simone Prattová Rosaline Zafir Chavezová Tellová / Dania Navarrová \| 6 2 \| 6 2 \| \| \| \| \| \| \| \| \| \| \| \| \| \| \| \| \| \| \| \| \| \| \| \| \| \| \| \| \| \| \| \| \| \| \| \| \| \| \| \| \| \| \| |        |                                                                                          |     |        |    |  |
| |        |                                                                                          | 1.  | 2.     | 3. |  |
| 1. |        | Kerrie Cartwrightová Dania Navarrová                                                     | 6 1 | 6 1    |    |  |
| 2. |        | Larikah Russellová Rosaline Zafir Chavezová Tellová                                      | 6 0 | 6 1    |    |  |
| 3. |        | Nikkita Fountainová / Simone Prattová Rosaline Zafir Chavezová Tellová / Dania Navarrová | 6 2 | 6 2    |    |  |
| |        |                                                                                          |     |        |    |  |
| |        |                                                                                          |     |        |    |  |
| |        |                                                                                          |     |        |    |  |
| |        |                                                                                          |     |        |    |  |
| |        |                                                                                          |     |        |    |  |

### Ekvádor vs. Venezuela
| | Ekvádor | 0 :                                                                                            | 3   | Venezuela |     |  |
| --- | ------- | ---------------------------------------------------------------------------------------------- | --- | --------- | --- |  |
| Centro Nacional de Tenis, Santo Domingo, Dominikánská republika 17. května 2011 tvrdý (venku) |         |                                                                                                |     |           |     |  |
| \| \| \| \| 1. \| 2. \| 3. \| \| \| -- \| \| ---------------------------------------------------------------------------------------------- \| --- \| --- \| --- \| \| \| 1. \| \| Alejandra Alvarezová Marina Giral Loresová \| 3 6 \| 1 6 \| \| \| \| 2. \| \| Ana-Maria Zuletaová Andrea Gámizová \| 0 6 \| 2 6 \| \| \| \| 3. \| \| Alejandra Alvarezová / Hilda Zuletaová-Cabreraová Mariana Muciová-Torresová / Adriana Pérezová \| 4 6 \| 6 4 \| 2 6 \| \| \| \| \| \| \| \| \| \| \| \| \| \| \| \| \| \| \| \| \| \| \| \| \| \| \| \| \| \| \| \| \| \| \| \| \| \| \| \| \| \| |         |                                                                                                |     |           |     |  |
| |         |                                                                                                | 1.  | 2.        | 3.  |  |
| 1. |         | Alejandra Alvarezová Marina Giral Loresová                                                     | 3 6 | 1 6       |     |  |
| 2. |         | Ana-Maria Zuletaová Andrea Gámizová                                                            | 0 6 | 2 6       |     |  |
| 3. |         | Alejandra Alvarezová / Hilda Zuletaová-Cabreraová Mariana Muciová-Torresová / Adriana Pérezová | 4 6 | 6 4       | 2 6 |  |
| |         |                                                                                                |     |           |     |  |
| |         |                                                                                                |     |           |     |  |
| |         |                                                                                                |     |           |     |  |
| |         |                                                                                                |     |           |     |  |
| |         |                                                                                                |     |           |     |  |

### Ekvádor vs. Panama
| | Ekvádor | 3 :                                                                               | 0   | Panama |    |  |
| --- | ------- | --------------------------------------------------------------------------------- | --- | ------ | -- |  |
| Centro Nacional de Tenis, Santo Domingo, Dominikánská republika 18. května 2011 tvrdý (venku) |         |                                                                                   |     |        |    |  |
| \| \| \| \| 1. \| 2. \| 3. \| \| \| -- \| \| --------------------------------------------------------------------------------- \| --- \| --- \| -- \| \| \| 1. \| \| Alejandra Alvarezová Dania Navarrová \| 6 2 \| 6 0 \| \| \| \| 2. \| \| Hilda Zuleta-Cabreraová Rosaline Zafir Chavezová Tellová \| 6 0 \| 6 1 \| \| \| \| 3. \| \| Alejandra Alvarezová / Ana-Maria Zuletaová Ana Gabriela Meisová / Dania Navarrová \| 6 0 \| 6 0 \| \| \| \| \| \| \| \| \| \| \| \| \| \| \| \| \| \| \| \| \| \| \| \| \| \| \| \| \| \| \| \| \| \| \| \| \| \| \| \| \| \| \| |         |                                                                                   |     |        |    |  |
| |         |                                                                                   | 1.  | 2.     | 3. |  |
| 1. |         | Alejandra Alvarezová Dania Navarrová                                              | 6 2 | 6 0    |    |  |
| 2. |         | Hilda Zuleta-Cabreraová Rosaline Zafir Chavezová Tellová                          | 6 0 | 6 1    |    |  |
| 3. |         | Alejandra Alvarezová / Ana-Maria Zuletaová Ana Gabriela Meisová / Dania Navarrová | 6 0 | 6 0    |    |  |
| |         |                                                                                   |     |        |    |  |
| |         |                                                                                   |     |        |    |  |
| |         |                                                                                   |     |        |    |  |
| |         |                                                                                   |     |        |    |  |
| |         |                                                                                   |     |        |    |  |

### Kostarika vs. Venezuela
| | Kostarika | 0 :                                                                                 | 3   | Venezuela |    |  |
| --- | --------- | ----------------------------------------------------------------------------------- | --- | --------- | -- |  |
| Centro Nacional de Tenis, Santo Domingo, Dominikánská republika 18. května 2011 tvrdý (venku) |           |                                                                                     |     |           |    |  |
| \| \| \| \| 1. \| 2. \| 3. \| \| \| -- \| \| ----------------------------------------------------------------------------------- \| --- \| --- \| -- \| \| \| 1. \| \| Mariella Calderonová Adriana Pérezová \| 1 6 \| 1 6 \| \| \| \| 2. \| \| Andrea Brenesová Andrea Gámizová \| 3 6 \| 0 6 \| \| \| \| 3. \| \| Ximena Minová / Camila Quesadaová Marina Giral Loresová / Mariana Muciová-Torresová \| 2 6 \| 2 6 \| \| \| \| \| \| \| \| \| \| \| \| \| \| \| \| \| \| \| \| \| \| \| \| \| \| \| \| \| \| \| \| \| \| \| \| \| \| \| \| \| \| \| |           |                                                                                     |     |           |    |  |
| |           |                                                                                     | 1.  | 2.        | 3. |  |
| 1. |           | Mariella Calderonová Adriana Pérezová                                               | 1 6 | 1 6       |    |  |
| 2. |           | Andrea Brenesová Andrea Gámizová                                                    | 3 6 | 0 6       |    |  |
| 3. |           | Ximena Minová / Camila Quesadaová Marina Giral Loresová / Mariana Muciová-Torresová | 2 6 | 2 6       |    |  |
| |           |                                                                                     |     |           |    |  |
| |           |                                                                                     |     |           |    |  |
| |           |                                                                                     |     |           |    |  |
| |           |                                                                                     |     |           |    |  |
| |           |                                                                                     |     |           |    |  |

### Bahamy vs. Kostarika
| | Bahamy | 3 :                                                                               | 0   | Kostarika |    |  |
| --- | ------ | --------------------------------------------------------------------------------- | --- | --------- | -- |  |
| Centro Nacional de Tenis, Santo Domingo, Dominikánská republika 19. května 2011 tvrdý (venku) |        |                                                                                   |     |           |    |  |
| \| \| \| \| 1. \| 2. \| 3. \| \| \| -- \| \| --------------------------------------------------------------------------------- \| --- \| --- \| -- \| \| \| 1. \| \| Simone Prattová Ximena Minová \| 6 2 \| 6 1 \| \| \| \| 2. \| \| Kerrie Cartwrightová Andrea Brenesová \| 6 2 \| 6 0 \| \| \| \| 3. \| \| Nikkita Fountainová / Larikah Russellová Mariella Calderonová / Camila Quesadaová \| 6 2 \| 6 2 \| \| \| \| \| \| \| \| \| \| \| \| \| \| \| \| \| \| \| \| \| \| \| \| \| \| \| \| \| \| \| \| \| \| \| \| \| \| \| \| \| \| \| |        |                                                                                   |     |           |    |  |
| |        |                                                                                   | 1.  | 2.        | 3. |  |
| 1. |        | Simone Prattová Ximena Minová                                                     | 6 2 | 6 1       |    |  |
| 2. |        | Kerrie Cartwrightová Andrea Brenesová                                             | 6 2 | 6 0       |    |  |
| 3. |        | Nikkita Fountainová / Larikah Russellová Mariella Calderonová / Camila Quesadaová | 6 2 | 6 2       |    |  |
| |        |                                                                                   |     |           |    |  |
| |        |                                                                                   |     |           |    |  |
| |        |                                                                                   |     |           |    |  |
| |        |                                                                                   |     |           |    |  |
| |        |                                                                                   |     |           |    |  |

### Venezuela vs. Panama
| | Ecuador | 3 :                                                                                          | 0   | Panama |    |  |
| --- | ------- | -------------------------------------------------------------------------------------------- | --- | ------ | -- |  |
| Centro Nacional de Tenis, Santo Domingo, Dominikánská republika 19. května 2011 tvrdý (venku) |         |                                                                                              |     |        |    |  |
| \| \| \| \| 1. \| 2. \| 3. \| \| \| -- \| \| -------------------------------------------------------------------------------------------- \| --- \| --- \| -- \| \| \| 1. \| \| Marina Giral Loresová Gabriela Gonzalezová \| 6 0 \| 6 0 \| \| \| \| 2. \| \| Adriana Pérezová Rosaline Zafir Chavezová Tellová \| 6 0 \| 6 1 \| \| \| \| 3. \| \| Andrea Gámizová / Mariana Music-Torresová Rosaline Zafir Chavezová Tellová / Dania Navarrová \| 6 0 \| 6 0 \| \| \| \| \| \| \| \| \| \| \| \| \| \| \| \| \| \| \| \| \| \| \| \| \| \| \| \| \| \| \| \| \| \| \| \| \| \| \| \| \| \| \| |         |                                                                                              |     |        |    |  |
| |         |                                                                                              | 1.  | 2.     | 3. |  |
| 1. |         | Marina Giral Loresová Gabriela Gonzalezová                                                   | 6 0 | 6 0    |    |  |
| 2. |         | Adriana Pérezová Rosaline Zafir Chavezová Tellová                                            | 6 0 | 6 1    |    |  |
| 3. |         | Andrea Gámizová / Mariana Music-Torresová Rosaline Zafir Chavezová Tellová / Dania Navarrová | 6 0 | 6 0    |    |  |
| |         |                                                                                              |     |        |    |  |
| |         |                                                                                              |     |        |    |  |
| |         |                                                                                              |     |        |    |  |
| |         |                                                                                              |     |        |    |  |
| |         |                                                                                              |     |        |    |  |

### Bahamy vs. Ekvádor
| | Bahamy | 2 :                                                                                 | 0   | Ekvádor |      |            |
| --- | ------ | ----------------------------------------------------------------------------------- | --- | ------- | ---- | ---------- |
| Centro Nacional de Tenis, Santo Domingo, Dominikánská republika 20. května 2011 tvrdý (venku) |        |                                                                                     |     |         |      |            |
| \| \| \| \| 1. \| 2. \| 3. \| \| \| -- \| \| ----------------------------------------------------------------------------------- \| --- \| --- \| ---- \| ---------- \| \| 1. \| \| Kerrie Cartwrightová Alejandro Alvarezová \| 4 6 \| 6 4 \| 7 5 \| \| \| 2. \| \| Larikah Russellová Hilda Zuletaová-Cabreraová \| 6 3 \| 3 6 \| 7 64 \| \| \| 3. \| \| Nikkita Fountainová / Larikah Russellová Alejandro Alvarezová / Ana-Maria Zuletaová \| \| \| \| nehrálo se \| \| \| \| \| \| \| \| \| \| \| \| \| \| \| \| \| \| \| \| \| \| \| \| \| \| \| \| \| \| \| \| \| \| \| \| \| \| \| \| \| |        |                                                                                     |     |         |      |            |
| |        |                                                                                     | 1.  | 2.      | 3.   |            |
| 1. |        | Kerrie Cartwrightová Alejandro Alvarezová                                           | 4 6 | 6 4     | 7 5  |            |
| 2. |        | Larikah Russellová Hilda Zuletaová-Cabreraová                                       | 6 3 | 3 6     | 7 64 |            |
| 3. |        | Nikkita Fountainová / Larikah Russellová Alejandro Alvarezová / Ana-Maria Zuletaová |     |         |      | nehrálo se |
| |        |                                                                                     |     |         |      |            |
| |        |                                                                                     |     |         |      |            |
| |        |                                                                                     |     |         |      |            |
| |        |                                                                                     |     |         |      |            |
| |        |                                                                                     |     |         |      |            |

### Kostarika vs. Panama
| | Kostarika | 3 :                                                                                       | 0   | Panama |    |  |
| --- | --------- | ----------------------------------------------------------------------------------------- | --- | ------ | -- |  |
| Centro Nacional de Tenis, Santo Domingo, Dominikánská republika 20. května 2011 tvrdý (venku) |           |                                                                                           |     |        |    |  |
| \| \| \| \| 1. \| 2. \| 3. \| \| \| -- \| \| ----------------------------------------------------------------------------------------- \| --- \| --- \| -- \| \| \| 1. \| \| Mariella Calderonová Dania Navarrová \| 6 0 \| 6 2 \| \| \| \| 2. \| \| Andrea Brenesová Rosaline Zafir Chavezová Tellová \| 6 2 \| 6 1 \| \| \| \| 3. \| \| Ximena Minová / Camila Quesadaová Rosaline Zafir Chavezová Tellová / Gabriela Gonzalezová \| 6 2 \| 6 4 \| \| \| \| \| \| \| \| \| \| \| \| \| \| \| \| \| \| \| \| \| \| \| \| \| \| \| \| \| \| \| \| \| \| \| \| \| \| \| \| \| \| \| |           |                                                                                           |     |        |    |  |
| |           |                                                                                           | 1.  | 2.     | 3. |  |
| 1. |           | Mariella Calderonová Dania Navarrová                                                      | 6 0 | 6 2    |    |  |
| 2. |           | Andrea Brenesová Rosaline Zafir Chavezová Tellová                                         | 6 2 | 6 1    |    |  |
| 3. |           | Ximena Minová / Camila Quesadaová Rosaline Zafir Chavezová Tellová / Gabriela Gonzalezová | 6 2 | 6 4    |    |  |
| |           |                                                                                           |     |        |    |  |
| |           |                                                                                           |     |        |    |  |
| |           |                                                                                           |     |        |    |  |
| |           |                                                                                           |     |        |    |  |
| |           |                                                                                           |     |        |    |  |